# Jarrett Kingston
Jarrett Kingston (Redding, 2 dicembre 1999) è un giocatore di football americano statunitense che milita nel ruolo di guardia per i Carolina Panthers della National Football League (NFL).

## Carriera universitaria
Kingston disputò una sola partita nella sua prima stagione a Washington State nel 2018. Nel 2019 disputò dieci partite come guardia sinistra, dopo di che partì come titolare in tutte le quattro partite nella stagione accorciata per la pandemia di COVID-19 del 2020. Nel 2021 partì come titolare in tutte le 13 partite, 12 come guardia sinistra e l'ultima sul lato destro. Nel 2022 partì come titolare in nove gare prima di perdere il resto della stagione per infortunio, venendo nominato menzione onorevole della Pac-12 Conference.
Anche se Kingston aveva considerato di rendersi eleggibile per il Draft NFL 2023 prima dell'infortunio, optò per un'ultima stagione nel college football, trasferendosi agli USC Trojans. Lì cominciò come titolare 11 gare su 12, concedendo agli avversari 4 ack.

## Carriera professionistica

### San Francisco 49ers
Kingston fu scelto nel corso del sesto giro (215º assoluto) del Draft NFL 2024 dai San Francisco 49ers. Fu svincolato il 27 agosto 2024.

### Carolina Panthers
Il 28 agosto 2024 Kingston firmò con i Carolina Panthers. Nella sua prima stagione disputò sette partite, nessuna delle quali come titolare.